# 마곡사
마곡사(麻谷寺)는 대한민국 충청남도 공주시 사곡면 운암리 태화산 동쪽 산허리에 있는 절이다. 대한불교 조계종 제6교구 본사이기도 하다. 2018년, '산사, 한국의 산지승원'이라는 명칭으로 유네스코 세계문화유산에 등재되었다.

## 역사
639년(신라 선덕여왕 7년)에 중국 당나라 유학에서 3년여만에 돌아온 자장(慈藏)이라는 율사(律師)가, 고구려 영류왕(高句麗 榮留王)·백제 무왕(百濟 武王)을 알현(謁見)한 후, 각각 계절상의 춘추기에 접어들면서 643년(보장왕 1)에 고구려 영토의 소양강(昭陽江)으로 건너가 월정사(月精寺)와, 646년(선덕여왕 14)에 통도사(通度寺)를 창건할 때, 선덕여왕에게 토지 200결을 받아 전탑 등을 세우고, 먼저 그보다 더욱 나아가 자장(慈藏) 율사는 결국 백제 영토의 금강(錦江)까지 건너가, 640년(무왕 41)에 이곳(마곡사)도 함께 아직 조그만 암자 대여섯채 등으로써 처음 창건(創建)했다고 전한다. 그후 약200년여가 지난, 통일 신라 시대의 말기였던 888년(진성여왕 1)에 도선(道詵)이라는 국사(國師)가 중건하였으며, 또한 훗날 고려 시대의 명종 2년 때(1172년)에 원경(元敬)이라는 선사(禪師)가 중수하였고, 또한 열여섯 해가 지난 후엔, 이미 입적하여 세상 떠난 원경국사(元敬國師, 명종 13년(1183년)에 입적)가 남긴 수제자(首弟子)였던 순각(淳覺)이라는 선승(禪僧)이 1188년(명종 18)에 거듭 재건(증창 및 중건)하였다. 그뒤 1191년(명종 21)에, 또한 그 역시 원경국사(元敬國師)가 남긴 수제자(首弟子)였던 이가 되는, 보철 화상(保澈 和尙)이라는 승려가 주석(강론)할 때 스님의 법문을 듣기 위해 모인 사람이 삼대처럼 빽빽하게 많아서, 본격적으로 마곡사라는 절 이름이 붙게 되었다고 한다.
920년대를 전후한 나말여초 시대(통일 신라 말기와 고려 초기)의 혼란기에 승려(僧侶)들이 이 암자 및 절간 등을 모두 등지며, 그렇게 각각의 여타의 타지로 떠나가면서, 사실상으로 암자 및 절(사찰)이 모두 폐사(철폐)되고, 결국 한때 이곳도 어언 약200년여 가량 동안은 상당한 수수가지의 노략질을 일삼았던 도적(도둑)의 소굴이 되었는데, 고려 시대의 명종 2년(1172년)에 국사 원경(元敬) 스님이 무예(武藝)에 능통(能通)한 승려(僧侶)들을 뿌려, 도적 무리(도둑떼)를 몰아낸 후, 원경국사(元敬國師)는 자신의 수제자(首弟子)인 수우(水雨) 스님 등과 함께 본격적인 절간(사찰)의 재건(중건 및 증축)을 시작하여, 어언 4년 후 1176년(명종 6)에는 동료 일행(同僚 一行)이었었던 지눌(知訥, 훗날의 보조국사)한테는 절(사찰)의 각 현판 이름 등의 붓글씨(서예)까지 담당을 부탁하는 등 모두 함께 원경·수우·지눌 3명이서 대규모 기획의 불사 증축(불사 사찰 중건)을 확대적으로 벌여, 1178년(명종 8)에 드디어 절(사찰)의 중창(증설)의 완료를 했다. 그리하여 여말선초 시대(고려 말기와 조선 초기)에까지 건재하게 되면서, 특히 조선 시대에 들어서는 세조(世祖)가 이 절에 거둥(擧動)까지 해서 영산전(靈山殿)이라는 현판을 친필로 남기기도 하고, 자신이 타고 온 가마 1대를 두고 갔다고 한다.
1592년(선조 25년)의 임진왜란 때 왜군들의 광활한 습격 등으로 인한 화재 등으로 인하여, 대부분 전각이 소실되었다가, 1651년(효종 2년)에 대웅전, 영산전, 대적광전 등을 증창(중건)했다. 근대에 들어서는 구한말 시대의 1896년(고종 33년)에는 백범 김구(白凡 金九) 선생이, 황해 안악(치하포)에서 지난 1895년(고종 32년)의 명성황후 시해(明成皇后 弑害)에 가담한, 대마도(對馬島)의 군사 간첩(軍事 間諜)이었었던, 일본군 장교 출신의 쓰치다 조스케(土田讓亮)를 죽이고 안악군의 대동강(大同江)에 던지며, 경기 인천형무소에 투옥되었다 결국 탈옥한 뒤에 이곳으로 피신해서 원종이라는 법명으로 출가 생활을 했다. 지금 대광보전 앞 향나무는 당시 김구 선생이 직접 심은 것이라고 전한다.

## 특징
다양한 시대의 문화재가 한 자리에
마곡사 주변의 물과 산의 형태가 태극형이라고 해서 <택리지>나 <정감록> 등 여러 감여서에서는 이곳을 전란을 피할 수 있는 십승지지의 하나로 꼽았다. 그래서인지 마곡사에는 시대를 초월한 여러 문화재가 있다. 그 가운데서도 마곡사에서는 특히 눈여겨보지 않으면 지나치기 쉬운 전각의 현판들을 찬찬히 음미해서 볼 필요가 있다.
먼저 볼 것이 신품사현의 하나로 꼽히는 김생의 글씨로 전해지는 대웅보전의 현판 글씨인데, 큰 글씨임에도 꽉 차 보이고 활달한 기운이 느껴진다. 두 번째 현판은 영산전이다. 세조어필이라 현판 한쪽에 쓰여 있어 재위 중 온양이나 속리산으로 거둥할 때 마곡사에 들러 쓴 것으로 보인다. 세 번째는 표암 강세황의 대광보전 현판이다. 강세황은 시서화 모두에 능한 예원의 총수로 신위와 김홍도의 스승이었다.
이외에도 심검당은 정조 때 청백리였던 조윤형 선생의 글씨이고, 요사에 붙은 마곡사 현판은 근대의 서화가인 해강 김규진이 그림을 곁들여 쓴 글씨이기도 하다.

## 소장 문화재
창건 당시에는 30여 칸의 대사찰이었으나, 현재는 대웅보전(보물 제801호), 대광보전(보물 제802호), 영산전(보물 제800호), 사천왕문, 해탈문 등이 남아 있다.
마곡사는 충남에서 훌륭한 절집들을 한꺼번에 가장 많이 볼 수 있는 곳으로 대한민국 사찰의 28본산 가운데 하나이며 충남의 모든 사찰을 관할하는 큰 절이다. 예로부터 춘마곡이라 하여 주위의 봄 경관이 빼어나며 계곡이 깊어서 《택리지》, 《정감록》 등의 지리지나 비기에서도 병란을 피할 수 있는 십승지지의 하나로 이 일대를 꼽고 있다. 오늘날 마곡사에는 오층석탑(보물 제799호) · 영산정(보물 제800호) · 대웅보전(보물 제799호) · 대광보전(보물 제802호) · 해탈문 · 천왕문 · 명부전 · 응진전 · 심검당 · 국사당 · 매화당 · 흥성루 · 수선사 · 대향각 · 영각 · 고방 등 건물과 탱화 · 전적 · 판본들이 있다.

### 보물
- 마곡사 영산전 : 보물 제800호
- 마곡사 오층석탑 : 보물 제799호
- 마곡사 대광보전 : 보물 제802호
- 마곡사 대웅보전 : 보물 제801호
- 마곡사 석가모니불괘불탱 : 보물 제1260호
- 마곡사 백범일지1929년(상권)1943년(하권) : 보물 1245호

### 충청남도 유형문화재
- 마곡사 동제은입사향로 : 충청남도 유형문화재 제20호
- 마곡사 동종 : 충청남도 유형문화재 제62호
- 마곡사 심검당 및 고방 : 충청남도 유형문화재 제135호
- 마곡사 포교당 범종 : 충청남도 유형문화재 제181호
- 마곡사 대웅보전 목조삼세불상 : 충청남도 유형문화재 제185호
- 마곡사 영산회상도 : 충청남도 유형문화재 제191호
- 마곡사 영산전 목조칠불좌상 : 충청남도 유형문화재 제238호

### 충청남도 문화재자료
- 마곡사 천왕문 : 충청남도 문화재자료 제62호
- 마곡사 국사당 : 충청남도 문화재자료 제63호
- 마곡사 명부전 : 충청남도 문화재자료 제64호
- 마곡사 응진전 : 충청남도 문화재자료 제65호
- 마곡사 해탈문 : 충청남도 문화재자료 제66호

## 공주 10경
공주문화원, 공주예총, 향토사학자, 언론인, 사진작가 등으로 구성된 공주 10경 선정위원회에서 선정한 공주 10경 후보지 15개소를 대상으로 설문조사를 실시한 결과 최종 선정된 공주 10경에 마곡사가 선정되었다.

## 사진

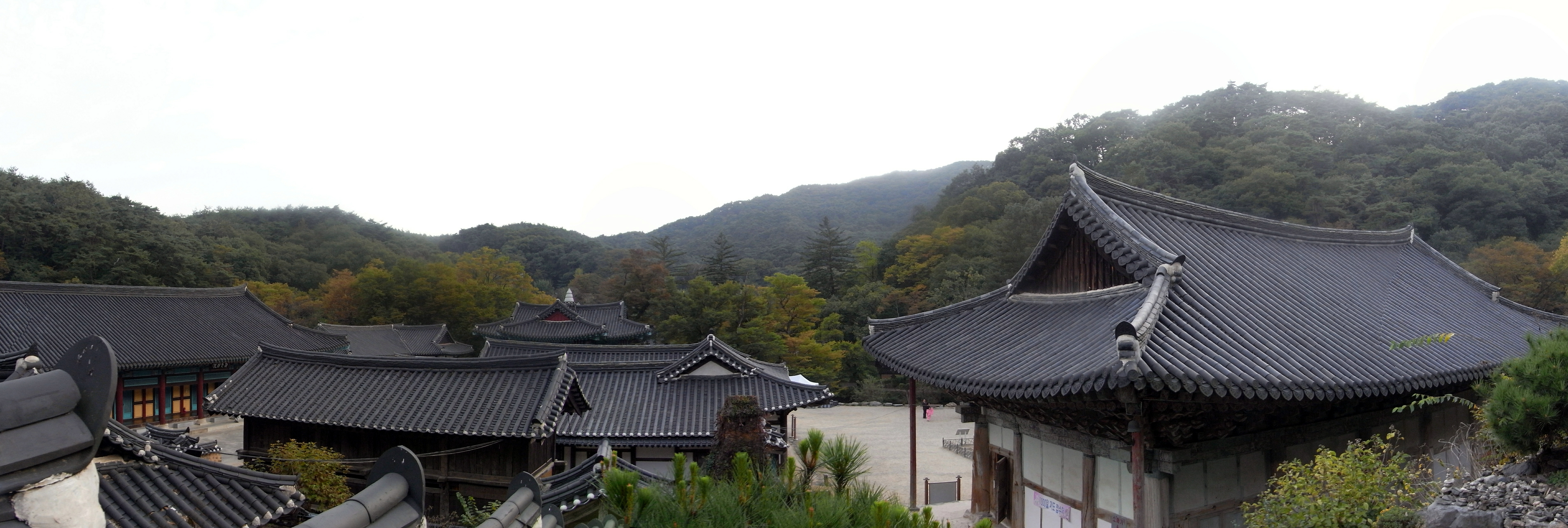
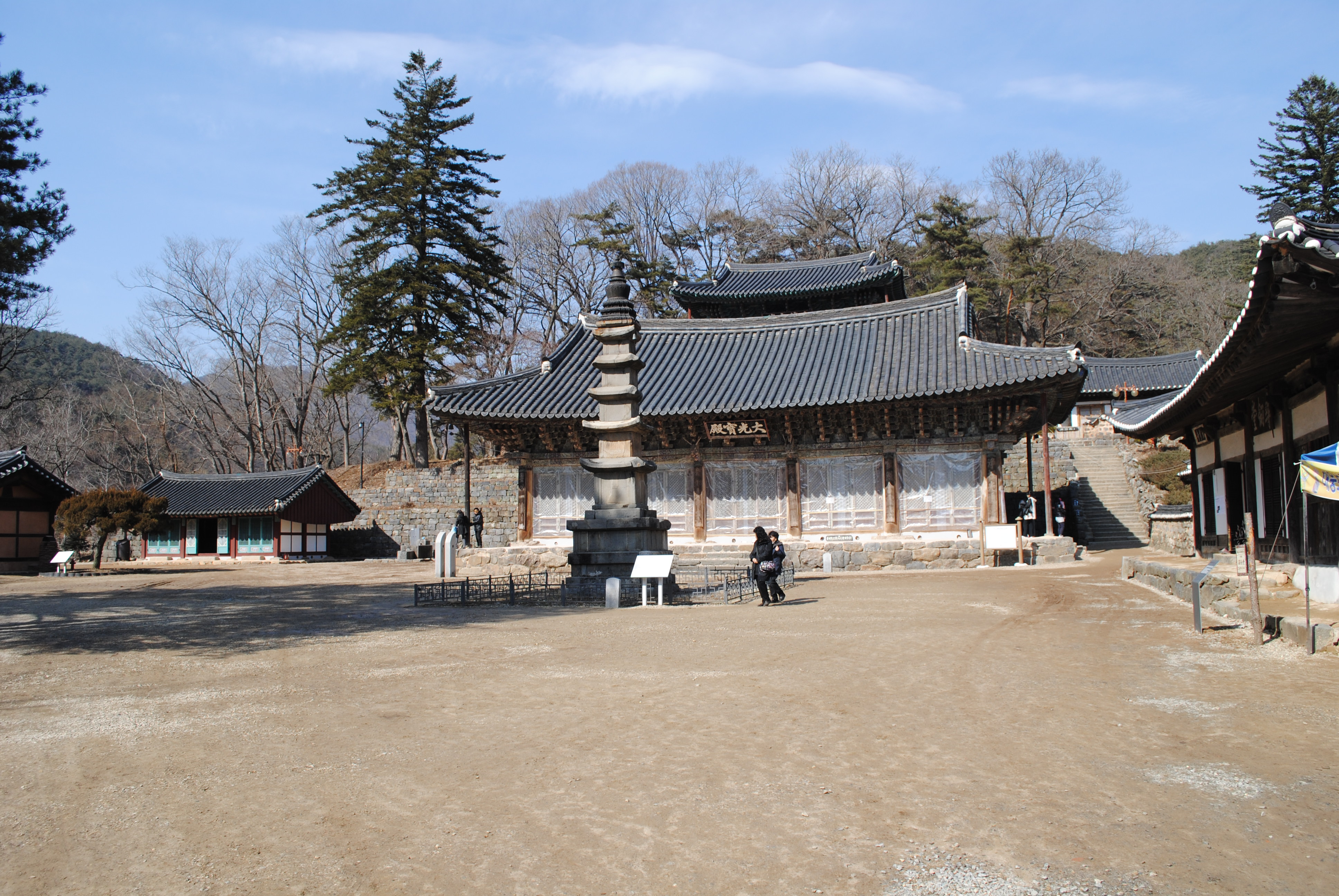
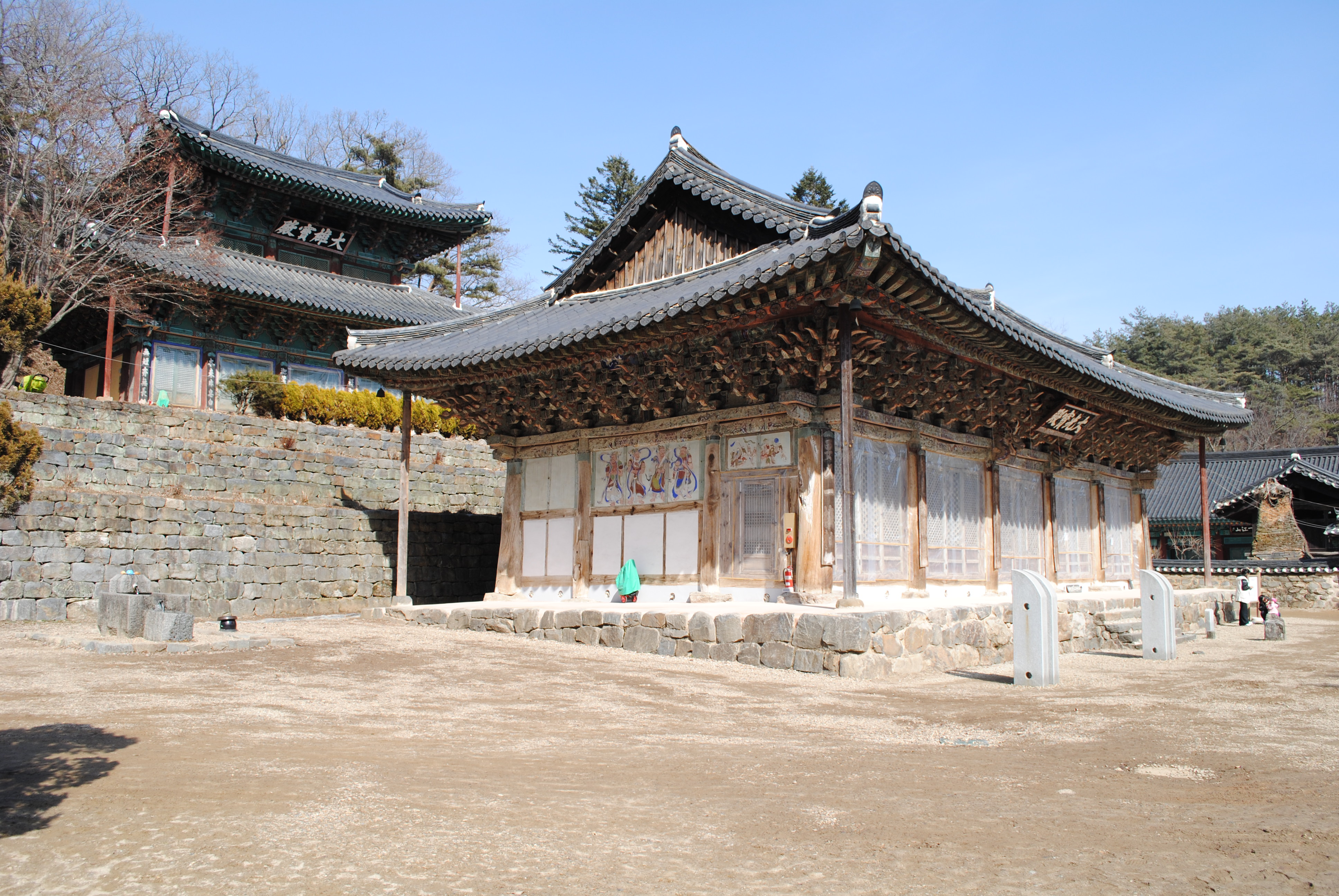
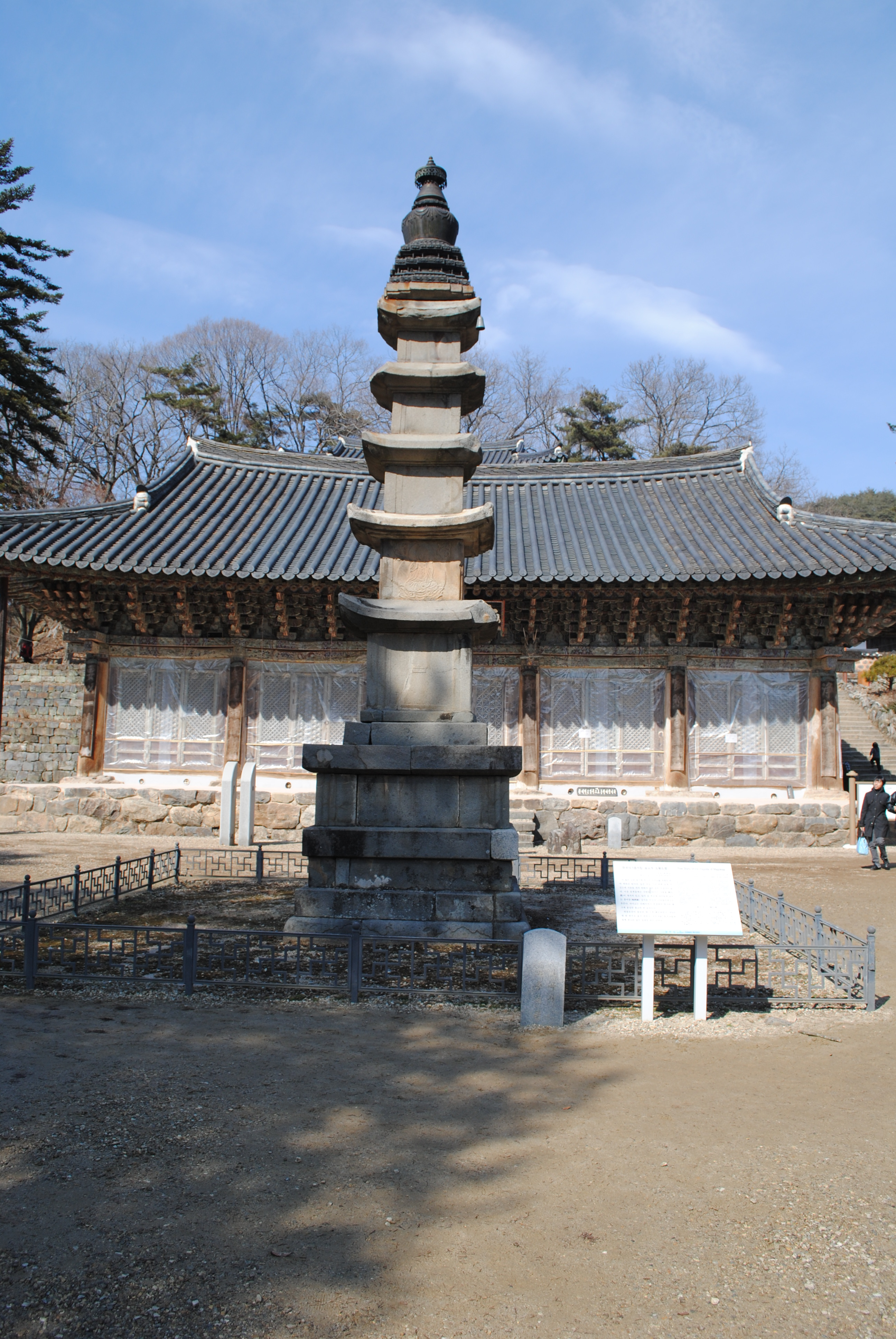
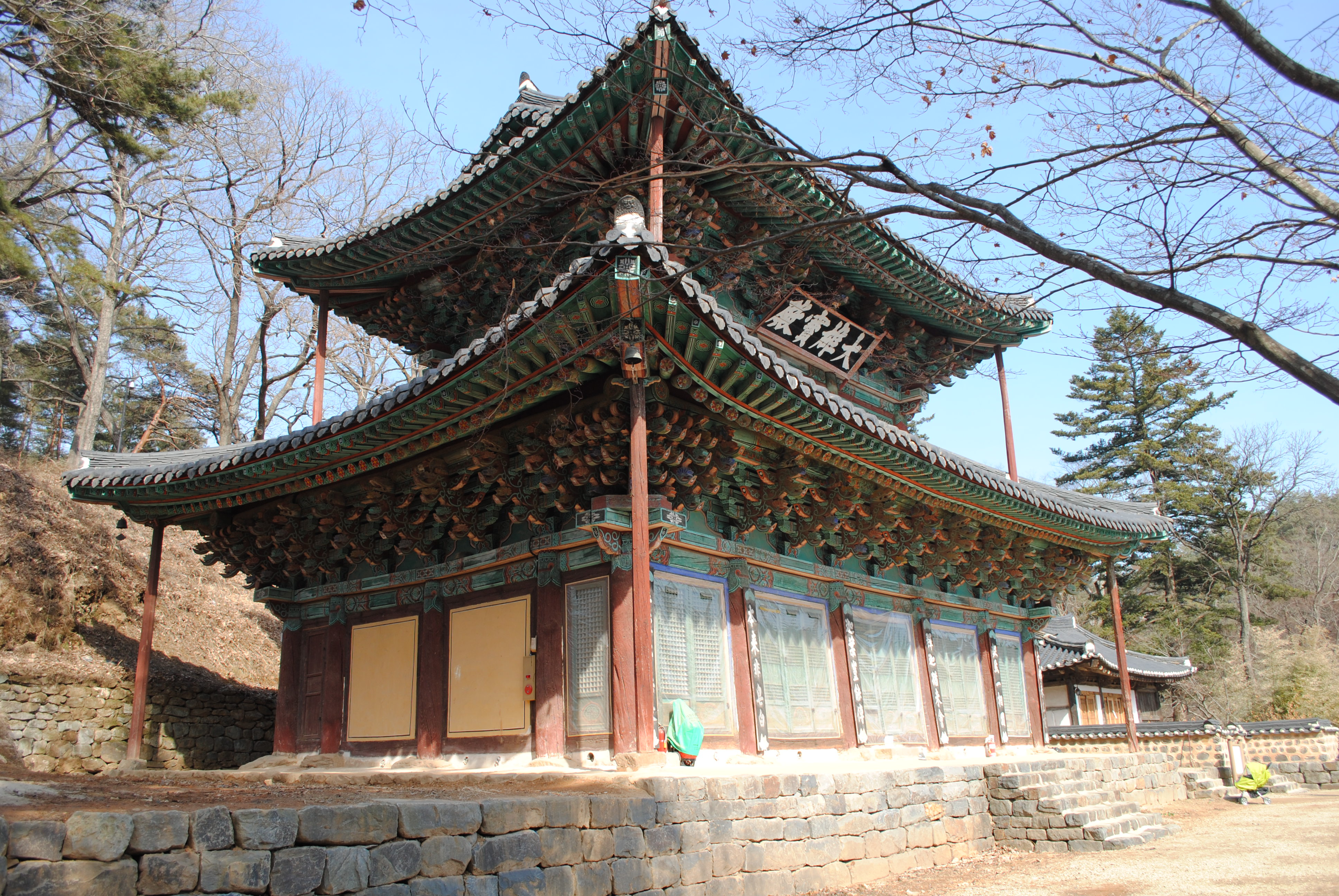
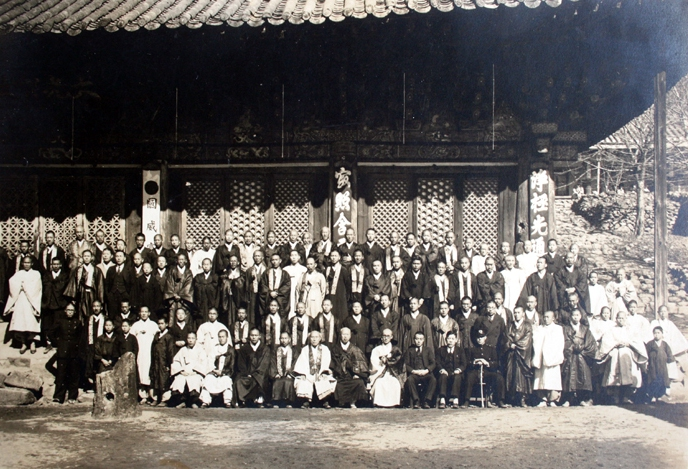

## 체험 및 시설

### 템플스테이
마곡사에서는 내·외국인을 위한 다양한 템플스테이 프로그램을 운영하고 있다.
- 마곡사 템플스테이 프로그램

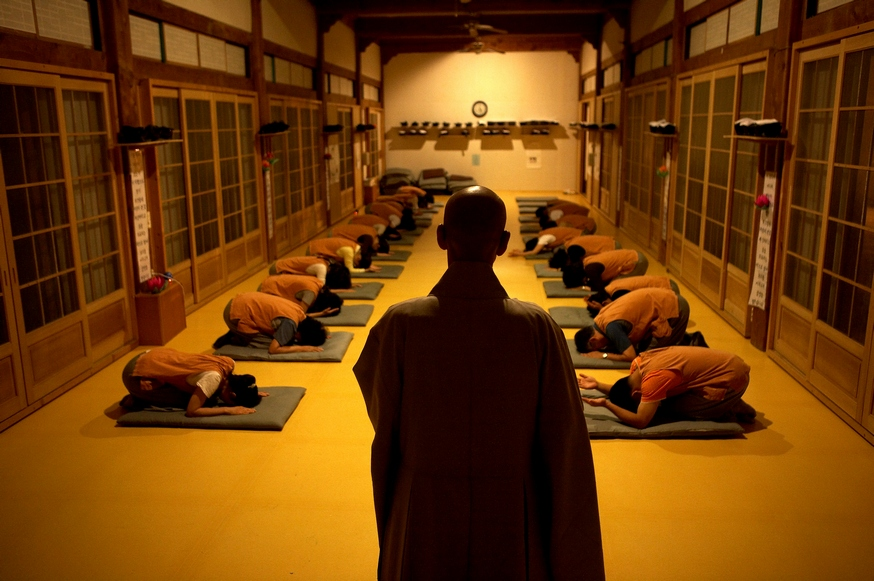
마곡사 템플스테이
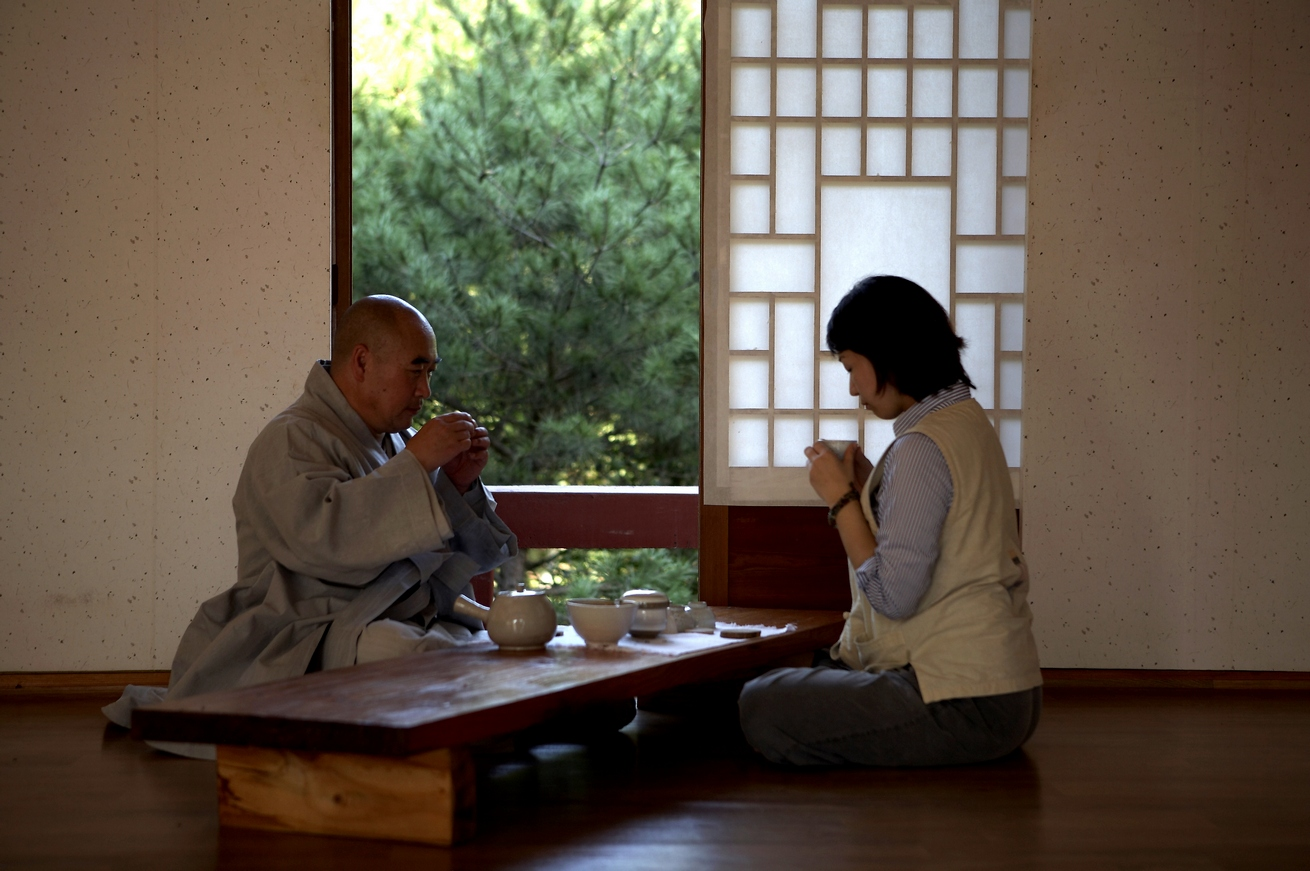
마곡사 템플스테이
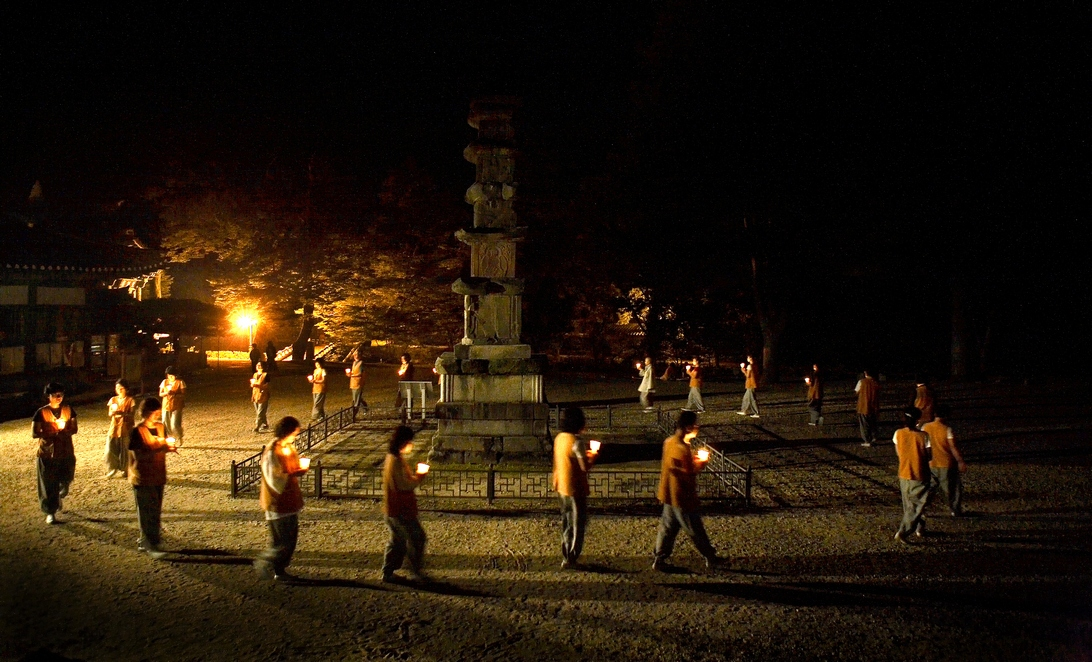
마곡사 템플스테이

## 같이 보기
- 한국의 불교
- 대한민국의 종교
- 한국의 건축

## 교통
- 서산영덕고속도로 마곡사 나들목